# الاتحاد الوطني الأوكراني
الأوكرانية الاتحاد الوطني (بالروسية: Украинский национальный союз) هو حزب سياسي في أوكرانيا تقوده فيتالي كريفوشييف.

## التاريخ
تأسس الاتحاد الوطني الأوكراني في عام 2009 في مدينة خاركوف. كان خالقها قوميا أوكرانيا بارزا أوليغ غولتفيانسكي.
سرعان ما نشرت المنظمة نفوذها في جميع أنحاء أوكرانيا، وكذلك على أراضي روسيا وكازاخستان وبولندا وبيلاروسيا.
في عام 2012، ألقي القبض على أوليغ غولتفيانسكي لعقده مسيرة ضد الهجرة غير الشرعية في خاركيف. بعد ذلك، أصبح فيتالي كريفوشيف رئيس المنظمة.
في عام 2013، في المؤتمر الخامس للمنظمة، تم الإعلان عن إنشاء الحزب. لعب مقاتلو الاتحاد الوطني الأوكراني دورا رئيسيا في الثورة الأوكرانية الميدان الأوروبي.
بعد اندلاع الحرب في شرق أوكرانيا، ذهبوا إلى هناك كمتطوعين في كتيبة بيشيرسك. شاركوا في المعارك في منطقة لوهانسك. في عام 2015، تم انتخاب أوليغ غولتفيانسكي نائبا، ولم يتمكن فيتالي كريفوشيف من الابتعاد ويصبح نائبا.
بعد بدء الغزو الروسي الواسع النطاق لأوكرانيا، يقاتل مقاتلو الاتحاد الوطني الأوكراني في الجبهة كجزء من الجيش الأوكراني.

## وصلات خارجية
- الموقع الرسمي